# Mikulovický les
Mikulovický les este o arie protejată (arie specială de conservare — SAC, sit de importanță comunitară — SCI) din Republica Cehă întinsă pe o suprafață de 153,51 ha, integral pe uscat.

## Localizare
Centrul sitului Mikulovický les este situat la coordonatele 48°58′14″N 16°07′14″E / 48.970556°N 16.120556°E.

## Înființare
Situl Mikulovický les a fost declarat sit de importanță comunitară în aprilie 2005 pentru a proteja un număr necunoscut de specii din flora spontană și fauna sălbatică aflate în arealul zonei. Situl a fost protejat și ca arie specială de conservare în octombrie 2016.

## Biodiversitate
Situată în ecoregiunea continentală, aria protejată conține 1 habitat natural: Păduri stepice euro-siberiene cu Quercus spp..
La baza desemnării sitului se află un număr nedeclarat de specii protejate.